# Хелий
Хелият е химичен елемент с атомен номер 2 и атомна маса 4,002602. Означава се със символа He. Представлява безцветен газ без вкус и мирис и заема първото място в групата на инертните газове в Периодичната система. Има най-ниска температура на кипене и температура на топене сред всички химични елементи, поради което съществува само в газообразна форма освен при определени екстремни условия. Не е отровен.
Хелият е открит през 1868 година от Жул Жансен и Норман Локиър, които независимо един от друг наблюдават слънчеви затъмнения и забелязват неизвестна дотогава жълта спектрална линия на Слънцето. Локиър решава, че тя се дължи на новооткрит химичен елемент, който нарича хелий по името на древногръцкия бог на Слънцето Хелиос. През 1903 година в находища на природен газ в САЩ са открити големи залежи от хелий, като страната остава най-големият производител на този газ.

## Откриване
Хелий в природата е откриван от човека два пъти – на Слънцето и на Земята.
Хелият е наблюдаван за пръв път на 18 август 1868 година като жълта линия с дължина на вълната 587,49 нанометра в емисионния спектър на хромосферата на Слънцето. Линията е забелязана от френския астроном Жул Жансен по време на пълното слънчево затъмнение в индийския град Гунтур. Първото предположение е, че линията се дължи на натрия. На 20 октомври същата година английският астроном Норман Локиър също наблюдава жълта линия в слънчевия спектър, която нарича линия на Фраунхофер D3, тъй като е разположена близо до известните линии на натрия D1 и D2. Локиър решава, че линията се дължи на химичен елемент в състава на Слънцето, който е неизвестен на Земята. Заедно с английския химик Едуард Франкланд той му дава името на древногръцкия бог на слънцето Хелиос (ἥλιος).
През 1882 година италианският физик Луиджи Палмиери за пръв път открива хелий на Земята, попадайки на неговата спектрална линия D3 при анализ на лава от вулкана Везувий.
На 26 март 1895 година шотландският химик Уилям Рамзи успява да изолира хелий, обработвайки минерала клевеит (разновидност на уранинита с над 10 % съдържание на редкоземни елементи) с минерални киселини. Рамзи се опитва да получи аргон след отделянето на азот и кислород от газа, освободен със сярна киселина, когато забелязва яркожълтата линия, съответстваща на линията D3 от слънчевия спектър. Пробите на Рамзи са идентифицирани като хелий от Локиър и от английския физик Уилям Крукс. През същата година хелият отново е изолиран от клевеит от шведските химици Пер Теодор Клеве и Абрахам Ланглет, които получават достатъчно количество от газа, за да определят точно неговата атомна маса.
През 1907 година Ърнест Ръдърфорд и Томас Ройдс показват, че алфа частиците са хелиеви ядра, като оставят частиците да проникнат през тънката стъклена стена на вакуумна тръба, след което създават разряд в тръбата, за да изследват спектъра на новия газ в нея. През следващата година хелият за пръв път е втечнен от нидерландския физик Хейке Камерлинг Онес чрез охлаждане на газа до температура под 1 келвин. Той се опитва да замрази хелия, като продължава да намалява температурата, но не успява, тъй като хелият няма тройна точка, т.е. температура, при която твърдото, течното и газообразното състояние са в равновесие. Едва през 1926 година ученикът на Онес Вилем Хендрик Кесом успява да замрази 1 cm³ хелий.
През 1938 година руският физик Пьотър Капица открива, че хелий-4 е почти напълно невискозен при температури, близки до абсолютната нула. Това явление, известно днес като свръхфлуидност, е свързано с Бозе-Айнщайновата кондензация. През 1972 година същото явление е наблюдавано от американските физици Дъглас Ошероф, Дейвид Лий и Робърт Ричардсън и при хелий-3, но при температури, много по-близки до абсолютната нула. Предполага се, че при този изотоп свръхфлуидността се дължи на съчетаването на фермиони в бозони по подобие на купъровите двойки от електрони, на които се дължи свръхпроводимостта.

## Разпространение
Хелият е вторият най-лек и вторият най-разпространен химичен елемент в наблюдаваната Вселена след водорода. В рамките на нашата галактика той заема около 24 % от масата на всички елементи, а общата му маса във Вселената се оценява на повече от 12 пъти по-голяма от тази на всички по-тежки елементи, взети заедно. Подобна е концентрацията на хелия и в Слънцето и планетата Юпитер. Това се дължи на високата енергия на свързване на хелий-4 в сравнение със следващите три елемента (литий, берилий и бор). По същата причина хелий-4 често присъства в продуктите на ядрения синтез и радиоактивния разпад. По-голямата част от хелия във Вселената се състои от изотопа хелий-4, като се смята, че е образуван по време на Големия взрив. Известно количество нов хелий се образува в резултат на термоядрен синтез в звезди с маса, по-голяма от половината маса на Слънцето.
На Земята ниската плътност на хелия е довела до неговото изпаряване от газовия и прашен облак, от който е формирана планетата, поради което елементът е относително рядък – едва 0,00052 % от обема на атмосферата. Присъстващият днес на Земята хелий е образуван от естествения радиоактивен разпад на силно радиоактивните елементи (торий и уран), като алфа частиците, образувани при този разпад, представляват ядра на хелий-4. Такъв радиогенен хелий присъства в природния газ в концентрации, достигащи 7 % от обема, откъдето се извлича промишлено чрез фракциониране при ниски температури.
Ядрото на хелия, под формата на α-частица, се образува и при ядрени реакции, протичащи под действието на частици с ниски, средни и високи енергии, например (n, α), (p, α) и др.

## Физични свойства
Хелият е едноатомен инертен газ без цвят и мирис с температура на топене 0,95 K (−272,2 °C) и температура на кипене 4,22 K (−268,9 °C) (най-студената течност, кипи в непосредствена близост до абсолютната нула). Плътността му при −270 °C е 0,147 g/cm³. Течният хелий е свръхпроводим и притежава свойството свръхфлуидност. Хелият в природата е смес от изотопите 3He и 4He.
Хелият е най-неразтворимият газ в течностите и е най-малко склонен към адсорбция и кондензация. Той е най-добрият проводник на електричеството сред газовете и втори по топлопроводност след водорода.

### Изотопи
Има девет известни изотопа на хелий, но само хелий-3 и хелий-4 са стабилни. В земната атмосфера се среща един атом е 3He на 1 млн. 4He. За разлика от повечето елементи, различните изотопни форми имат разнообразни начини на образуване.
- Хелий-4 – най-често срещаният изотоп на Земята, изключително стабилен, получава се чрез алфа-разпад на по-тежки радиоактивни елементи, като напълно йонизираното му атомно ядро представлява α-частица. Огромни количества от хелий-4 са образувани по време на Големия взрив.
- Хелий-3 – стабилен изотоп, рядко срещан на Земята, за разлика от междузвездната среда, където е 100 пъти по-разпространен от хелий-4, защото е продукт на ядрения синтез в звездите (хелий-3 се получава при бета-разпад на водородния изотоп тритий). Космическите обекти изложени на слънчев вятър, като Луната и астероидите имат следи от хелий-3 в реголита. Повърхността на Луната съдържа почти двойно количество хелий-3 от земната атмосфера.

По съотношението между изотопите хелий-3 и хелий-4 в скалите от земната мантия може да се изследва техния произход и състав.
При изпарително охлаждане течен хелий-4 може да бъде охладен до около 1 K, а хелий-3 (с по-ниската си точка на кипене) достига до около 0,2 K. При температура под 0,8 K, двата изотопа са несмесими, поради различието им на квантово ниво: атомите на 4He са бозони, а 3He атомите са фермиони.
Изкуствено е възможно да се създадат хелиеви изотопи, които бързо се разпадат в други вещества. Най-краткотрайният изотоп на тежкия хелий е хелий-5 с полуживот 7,6.10−22 секунди. Хелий-6 се разпада чрез излъчване на бета-частица и има полуживот 0,8 секунди. Хелий-7 също излъчва бета-частица, както и гама-лъч. При определени ядрени реакции се създават хелий-7 и хелий-8. Известно е, че хелий-6 и хелий-8 проявяват ядрен ореол.
Известен е един изкуствен радиоактивен изотоп.

### Агрегатни състояния
Газообразният хелий образува едноатомни молекули. Той е газ без вкус, цвят и мирис.
Газообразният хелий минава в течно състояние при 4,18 K (−268,9 °C) и атмосферно налягане. Полученият при тези условия течен хелий се нарича хелий I. По своите свойства той не се различава от другите течности.
При по-нататъчно охлаждане, до 2,19 K, хелият не кристализира, а минава в друга течност – хелий II, която има необикновени свойства. Хелий II има 10 пъти по-малък вискозитет от водорода в газообразно състояние, 3.106 пъти по-голяма топлопроводност от хелий I и проявява свръхтечливост. Смята се, че при хелий II се намесват квантови ефекти и свръхтечният хелий II се нарича квантова течност.
Твърд хелий се получава само при много високо налягане, защото енергията на хелиевите молекули при температури близки до 0К е по-голяма от енергията на междумолекулното взаимодействие и без прилагане на външно налягане, тези междумолекулни сили не могат да подредят хелиевите атоми в кристална решетка.

## Химични свойства
Химичната нереактивоспособност се обуславя от изключителната устойчивост на електронната структура на хелиевите атоми – всички орбитали са запълнени с електронни двойки, което е най-стабилната електронна структура. През 1962 – 1963 година са получени хелиеви съединения, чиито съставки са свързани с Ван дер Ваалсови сили.

## Приложение
Хелият се използва в криогениката, неговата най-важна самостоятелна област на приложение, в която се изразходва около една четвърт от произвежданото количество, както и за охлаждане на свръхпроводящи магнити, намиращи приложение в магнитно-резонансните скенери. Около половината от производството на хелий се използва в различни промишлени процеси, където той служи за поддържащ налягането или почистващ газ, за защитна атмосфера при заваряване или при производството на силициеви подложки. Популярно приложение, но с ограничено стопанско значение, е използването на хелия като подемен газ в балони и дирижабли. Както при всеки газ с плътност, различна от тази на въздуха, вдишването на малко количество хелий временно променя тембъра и характеристиките на човешкия глас.
Използва се за получаване на ниски температури, за създаване на инертна среда при автогенна обработка на метали, в електрониката, медицината (в смес с кислорода за лечение на астма), във водолазното дело (против кесонна болест), за пълнене на балони и дирижабли и другаде. По съотношение между количеството на хелий и минералното вещество, в което се съдържа, се определя абсолютната възраст на минералите (хелиев метод).
В хелиева атмосфера се сушат и съхраняват взривните вещества.
В научните изследвания поведението на две флуидни фази на хелий-4, хелий I и хелий II, играят важна роля при изучаването на квантовата механика (в частност на явлението свръхфлуидност), както и на поведението на материята при температури, близки до абсолютната нула (например свръхпроводимостта).

## Техника на безопасност
Хелият лесно дифундира през различни материали. Течният хелий не може да се съхранява в стъклени Дюарови съдове. Най-удобни за работа са тръби и съдове от профилирани монокристали като сапфир, литиев ниобат и др.

## Биологични ефекти
Хелият е газ, незначителни количества от който се съдържат в земната атмосфера. Той е първият инертен елемент (т.е. не влиза в химическо взаимодействие с другите елементи и вещества). Поради инертността си е нетоксичен и не реагира с рецепторите за вкус и миризма. Въпреки това продължителната повишена концентрация на хелий във въздуха, води до намаление на вдишвания кислород, което може да доведе до задух и смърт.
Хелият замества азота и предотвратява кесонна болест, защото за разлика от азота не се разтваря в кръвта при повишено налягане. Използва се при лекуване на астма и други болести на дихателните пътища.